# 1992년 동계 올림픽 노르웨이 선수단
1992년 동계 올림픽 노르웨이 선수단은 1992년 2월 8일부터 2월 23일까지 프랑스 알베르빌에서 열린 1992년 동계 올림픽에 참가한 올림픽 노르웨이 선수단이다. 
노르웨이는 차기 동계 올림픽 대회의 개최국이기도 했다.

## 메달 집계

### 종목별 메달 획득 현황
| 종목 | 1 | 2 | 3 | 합계 |
| 합계 | 9 | 6 | 5 | 26   |

### 메달리스트
| 메달 | 이름 | 종목 | 세부 종목 | 날짜 (현지시간 기준) |
| ---- | ---- | ---- | --------- | -------------------- |